# Manfred Schmid
Manfred Schmid (Liezen, 6 juni 1944) is een voormalig Oostenrijks rodelaar.
Schmid behaalde tijdens de Olympische Winterspelen 1964 in eigen land de negende plaats individueel. Schmid won tijdens de Olympische Winterspelen 1968 de gouden medaille individueel en won de zilveren medaille in het dubbel samen met Ewald Walch. In 1969 en 1970 werd Schmid wereldkampioen in het dubbel samen met Walch.

## Resultaten

### Wereldkampioenschappen
| Jaar | Plaats       | Resultaat                 |
| ---- | ------------ | ------------------------- |
| 1969 | Hammarstrand | dubbel                    |
| 1969 | Königssee    | individueel · individueel |
| 1970 | Königssee    | individueel               |
| 1971 | Olang        | dubbel                    |
| 1975 | Hammarstrand | individueel               |
| 1978 | Imst         | individueel               |

### Olympische Winterspelen
| Jaar | Plaats    | Resultaat                |
| ---- | --------- | ------------------------ |
| 1964 | Innsbruck | 9e individueel           |
| 1968 | Grenoble  | individueel · dubbel     |
| 1972 | Sapporo   | 9e individueel 9e dubbel |
| 1976 | Innsbruck | 5e individueel 5e dubbel |

1964: Thomas Köhler ·
1968: Manfred Schmid ·
1972: Wolfgang Scheidel ·
1976: Dettlef Günther ·
1980: Bernhard Glass ·
1984: Paul Hildgartner ·
1988: Jens Müller ·
1992: Georg Hackl ·
1994: Georg Hackl ·
1998: Georg Hackl ·
2002: Armin Zöggeler ·
2006: Armin Zöggeler ·
2010: Felix Loch ·
2014: Felix Loch ·
2018: David Gleirscher ·
2022: Johannes Ludwig